# 姆塔尔法
姆塔尔法，是马耳他的市镇，位于馬耳他島中部。市镇面积为0.7平方公里，2014年人口数量为2,572人，2019年人口数量则为2,615人。之前被看作是拉巴特市镇的郊区，2000年时成为单独的市镇。